# Olympische Jugend-Winterspiele 2012/Teilnehmer (Belgien)
| Gelbes Symbol für Goldmedaillen mit stilisierten Olympischen Ringen | Graues Symbol für Silbermedaillen mit stilisierten Olympischen Ringen | Braundes Symbol für Bronzemedaillen mit stilisierten Olympischen Ringen |
| ------------------------------------------------------------------- | --------------------------------------------------------------------- | ----------------------------------------------------------------------- |
| —                                                                   | 1                                                                     | —                                                                       |

Belgien nahm an den Olympischen Jugend-Winterspielen 2012 in Innsbruck mit sieben Athleten in fünf Sportarten teil.

## Sportarten

### Eishockey
| Athleten      | Wettbewerb       | Qualifikation | Qualifikation | Finale             | Finale             |
| Athleten      | Wettbewerb       | Punkte        | Rang          | Punkte             | Rang               |
| ------------- | ---------------- | ------------- | ------------- | ------------------ | ------------------ |
| Jungen        |                  |               |               |                    |                    |
| Renée De Wolf | Skills-Challenge | 14            | 10            | nicht qualifiziert | nicht qualifiziert |

### Eiskunstlauf
| Athleten          | Wettbewerb | Kurzprogramm | Kurzprogramm | Free Skating | Free Skating | Gesamt | Gesamt |
| Athleten          | Wettbewerb | Punkte       | Rang         | Punkte       | Rang         | Punkte | Rang   |
| ----------------- | ---------- | ------------ | ------------ | ------------ | ------------ | ------ | ------ |
| Jungen            |            |              |              |              |              |        |        |
| Timothée Manand   | Einzel     | 25,06        | 16           | 57,30        | 15           | 82,36  | 16     |
| Mädchen           |            |              |              |              |              |        |        |
| Lieselotte Swerts | Einzel     | 30,73        | 15           | 54,84        | 16           | 85,57  | 16     |

### Eisschnelllauf
| Athleten      | Wettbewerb  | Durchgang 1 | Durchgang 2 | Gesamt      | Gesamt |
| Athleten      | Wettbewerb  | Zeit        | Zeit        | Zeit        | Rang   |
| ------------- | ----------- | ----------- | ----------- | ----------- | ------ |
| Mädchen       |             |             |             |             |        |
| Anne Michiels | 500 m       | 45,27 s     | 45,68 s     | 90,95 s     | 10     |
| Anne Michiels | 3000 m      |             |             | 5:15,04 min | 12     |
| Anne Michiels | Massenstart |             |             | 6:21,26 min | 14     |

### Ski Alpin
| Athleten              | Wettbewerb   | Durchgang 1 | Durchgang 2        | Gesamt             | Gesamt             |
| Athleten              | Wettbewerb   | Zeit        | Zeit               | Zeit               | Rang               |
| --------------------- | ------------ | ----------- | ------------------ | ------------------ | ------------------ |
| Jungen                |              |             |                    |                    |                    |
| Dries Van den Broecke | Super-G      |             |                    | DNF                | DNF                |
| Dries Van den Broecke | Riesenslalom | 1:05,32 min | 55,76 s            | 2:01,08 min        | 23                 |
| Dries Van den Broecke | Slalom       | 39,80 s     | 40,46 s            | 1:20,26 min        | Silber             |
| Dries Van den Broecke | Kombination  | DNF         | nicht qualifiziert | nicht qualifiziert | nicht qualifiziert |

### Snowboard

#### Halfpipe
| Jungen           |          |              |              |    |                    |                    |                    |
| Sebbe De Buck    | Halfpipe | 76,75 Punkte | 45,50 Punkte | 2  | 33,50 Punkte       | 24,00 Punkte       | 12                 |
| Stef Van Deursen | Halfpipe | 44,50 Punkte | 47,50 Punkte | 11 | nicht qualifiziert | nicht qualifiziert | nicht qualifiziert |

#### Slopestyle
| Athleten         | Wettbewerb | Qualifikation | Qualifikation | Qualifikation | Finale             | Finale             | Finale             |
| Athleten         | Wettbewerb | Durchgang 1   | Durchgang 2   | Rang          | Durchgang 1        | Durchgang 2        | Rang               |
| ---------------- | ---------- | ------------- | ------------- | ------------- | ------------------ | ------------------ | ------------------ |
| Jungen           |            |               |               |               |                    |                    |                    |
| Sebbe De Buck    | Slopestyle | 84,25 Punkte  | 58,00 Punkte  | 2             | 28,00 Punkte       | 43,50 Punkte       | 14                 |
| Stef Van Deursen | Slopestyle | 59,00 Punkte  | 42,75 Punkte  | 11            | nicht qualifiziert | nicht qualifiziert | nicht qualifiziert |